# Оєждя
Оєждя (рум. Oiejdea) — село у повіті Алба в Румунії. Входить до складу комуни Галда-де-Жос.
Село розташоване на відстані 271 км на північний захід від Бухареста, 9 км на північний схід від Алба-Юлії, 68 км на південь від Клуж-Напоки.

## Населення
За даними перепису населення 2002 року у селі проживали 905 осіб.
Національний склад населення села:
| Національність | Кількість осіб | Відсоток |
| -------------- | -------------- | -------- |
| угорці         | 489            | 54,0%    |
| румуни         | 400            | 44,2%    |
| цигани         | 9              | 1,0%     |
| німці          | 6              | 0,7%     |

Рідною мовою назвали:
| Мова      | Кількість осіб | Відсоток |
| --------- | -------------- | -------- |
| угорська  | 493            | 54,5%    |
| румунська | 402            | 44,4%    |
| циганська | 7              | 0,8%     |